# Tecalatzompa
Tecalatzompa är en ort i Mexiko.   Den ligger i kommunen Xoxocotla och delstaten Veracruz, i den sydöstra delen av landet, 220 km öster om huvudstaden Mexico City. Tecalatzompa ligger 2 384 meter över havet och antalet invånare är 206.
Terrängen runt Tecalatzompa är kuperad. Runt Tecalatzompa är det ganska tätbefolkat, med 120 invånare per kvadratkilometer. Närmaste större samhälle är Río Blanco, 19,9 km norr om Tecalatzompa. I omgivningarna runt Tecalatzompa växer i huvudsak blandskog.